# 海景 (サルヴァトール・ローザ)
『海景』（かいけい、西: Marina、英: A Harbour Scene）は、バロック期のナポリ派の画家サルヴァトール・ローザが1638-1639年にキャンバス上に油彩で制作した風景画である。画面右端の記念碑に彫られた銘文にはほとんど判別不可能な状態であるが、スペイン王フェリペ4世の名が識別でき、マドリードのブエン・レティーロ宮殿の装飾のために描かれた作品であると思われる。現在、マドリードのプラド美術館に所蔵されている。

## 作品
長い間、この絵画はブエン・レティーロ宮殿のために注文された一連の風景画に属するものかどうか疑われてきた。宮殿と本作との関連を指摘した研究者マルセル・G・ロートリスベルガー (Marcel G. Roethlisberger) は、カルロス2世の没後財産目録に本作に相当する記載を見つけられなかったため、当初の注文には含まれていなかったという見解を保持した。
一方、バーバラ・ヴォーガン (Barbara Von Barghahn) は、本作がその没後財産目録に記載されていることを指摘した。実際、作品の画面下部右端に見える「180」という数字は、没後財産目録中の風景画ギャラリーの箇所に現れる数字に対応している。また、記念碑に記された銘文の上の紋章は、ブエン・レティーロ宮殿のための風景画群注文の責任者であったロドリーゴ侯爵マヌエル・デ・モウラの紋章に同定できるかもしれない。こうした注文主の同定は、ローザの絵画作品にはよくある手法である。

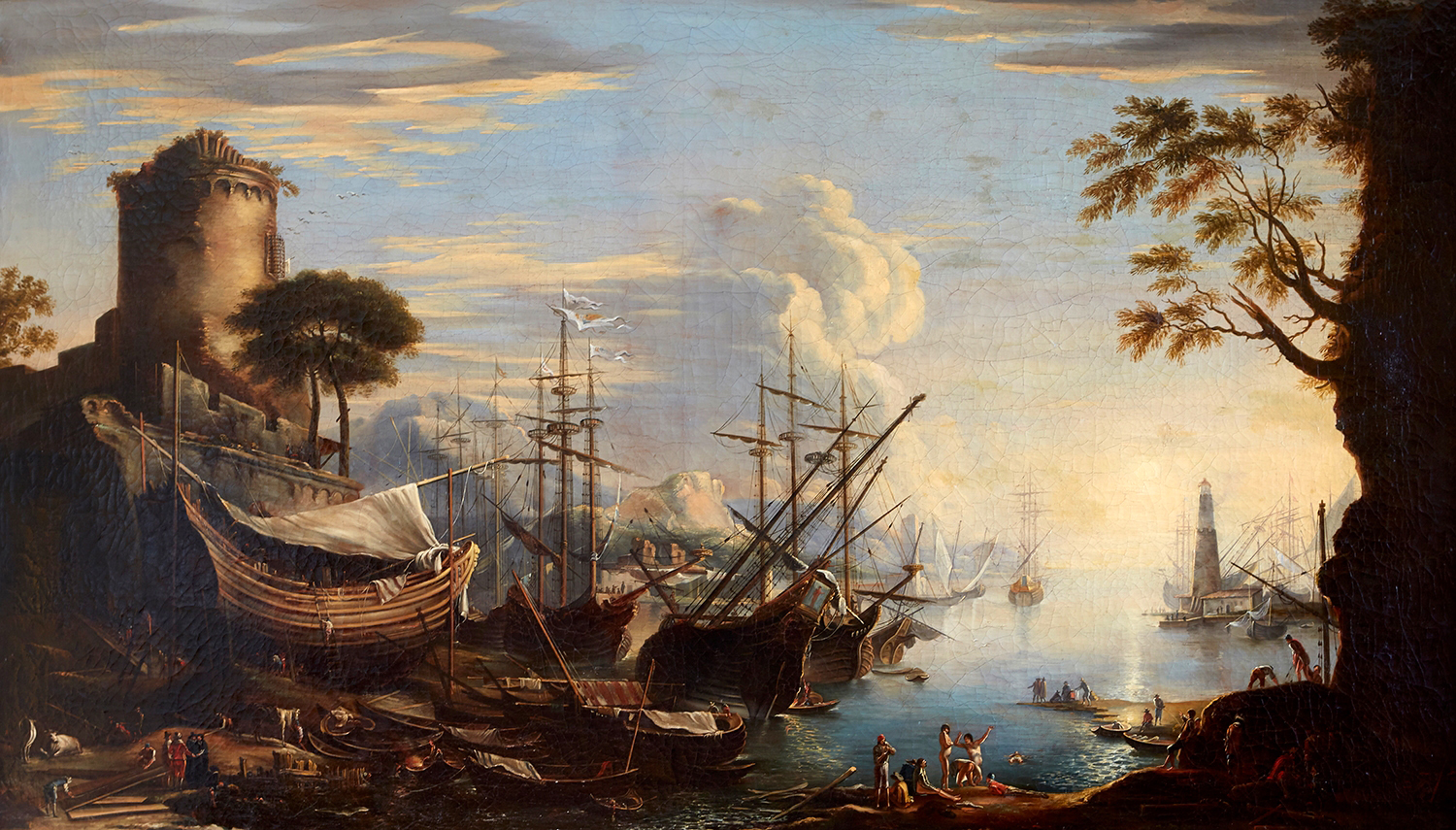
サルヴァトール・ローザ『港のある海景』 (1640年)、パラティーナ美術館、フィレンツェ

さらに、植物にも雲のかかった空にも暗い下地を準備した上で非常に軽い上塗りで仕上げる方法は、やはりブエン・レティーロ宮殿のための注文作を手掛けたヘルマン・ファン・スワーネフェルトやアンドリエス・ボトの絵画をローザが注意深く観察した結果であると思われる。また、本作は、植物、建築、登場人物の身体のいずれにおいても簡潔な筆遣いで描くというローザの初期様式を示しており、注文の時期と合致する。ヘルマン・フォスは、本作を『港のある海景』 (パラティーナ美術館、フィレンツェ) などローザのフィレンツェ時代の風景画と同時期の制作であるとしている。なお、作品がローマやナポリで注文されたという記録はなく、この注文に関与した画家たちが往々にして自由な制作態度を示したことの新たな例といえる。